# NGC 2431
NGC 2431 este o galaxie spirală situată în constelația Linxul. A fost descoperită în 17 martie 1790 de către William Herschel. Se află la o distanță de 80,52 de megaparseci de Pământ.